# 沃爾弗林萊克 (密歇根州)
沃爾弗林萊克（英語：Wolverine Lake）是位於美國密歇根州奧克蘭縣科默斯鎮區的一個村。

## 人口
根據2020年美國人口普查的數據，沃爾弗林萊克的面積為4.34平方千米，當中陸地面積為3.26平方千米，而水域面積為1.08平方千米。當地共有人口4544人，而人口密度為每平方千米1,047人。